# 김포소방서
김포소방서(金浦消防署, Gimpo Fire Station)는 경기도 김포시를 관할하는 경기도 소방재난본부 산하의 소방서이다.
소방서장은 소방정으로 보한다.

## 조직
| - 소방행정과 - 소방행정팀 - 회계장비팀 | - 재난예방과 - 예방대책팀 - 소방민원팀 | - 재난대응과 - 대응전략팀 - 구조구급팀 | - 소방안전특별점검단 - 화재안전조사팀 - 소방패트롤팀 - 소방사법팀 |

## 관할센터 및 관할구역
김포소방서는 7개의 119안전센터와 2개의 구조대, 1개의 구급대를 산하에 두고 있다.
| 명칭            | 사진 | 주소                        | 관할구역                         | 지역대        |
| --------------- | ---- | --------------------------- | -------------------------------- | ------------- |
| 중앙119안전센터 |      | 감암로 111                  | 사우동, 김포본동, 풍무동, 운양동 |               |
| 통진119안전센터 |      | 통진읍 김포대로 2250        | 통진읍                           | 월곶119지역대 |
| 양촌119안전센터 |      | 양촌읍 양곡1로 85           | 양촌읍                           |               |
| 고촌119안전센터 |      | 고촌읍 은행영사정로 31      | 고촌읍                           |               |
| 하성119안전센터 |      | 하성면 하성로 404           | 하성면                           |               |
| 대곶119안전센터 |      | 대곶면 수남로 104           | 대곶면                           |               |
| 마산119안전센터 |      | 김포한강8로 196             | 마산동, 구래동, 장기본동, 장기동 |               |
| 119구조대       |      | 봉화로182번길 8             | 경기도 김포시                    |               |
| 수난구조대      |      | 고촌읍 아라육로152번길 56-1 | 한강갑문~벌말교                  |               |

## 같이 보기
- 대한민국 소방청
- 대한민국의 소방
- 소방관 계급

## 사건 사고
- 2018년 8월 12일 일산대교 인근 수상에서 김포소방서 수난구조대 소속 경기708호 구조정이 전복되어 2명이 순직하였다.[4]